# 킴벌리 (웨스턴오스트레일리아주)

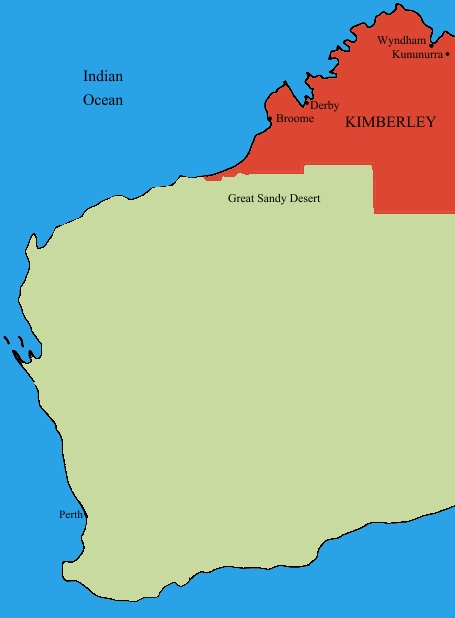
지도에서 표시된 킴벌리 지역의 위치

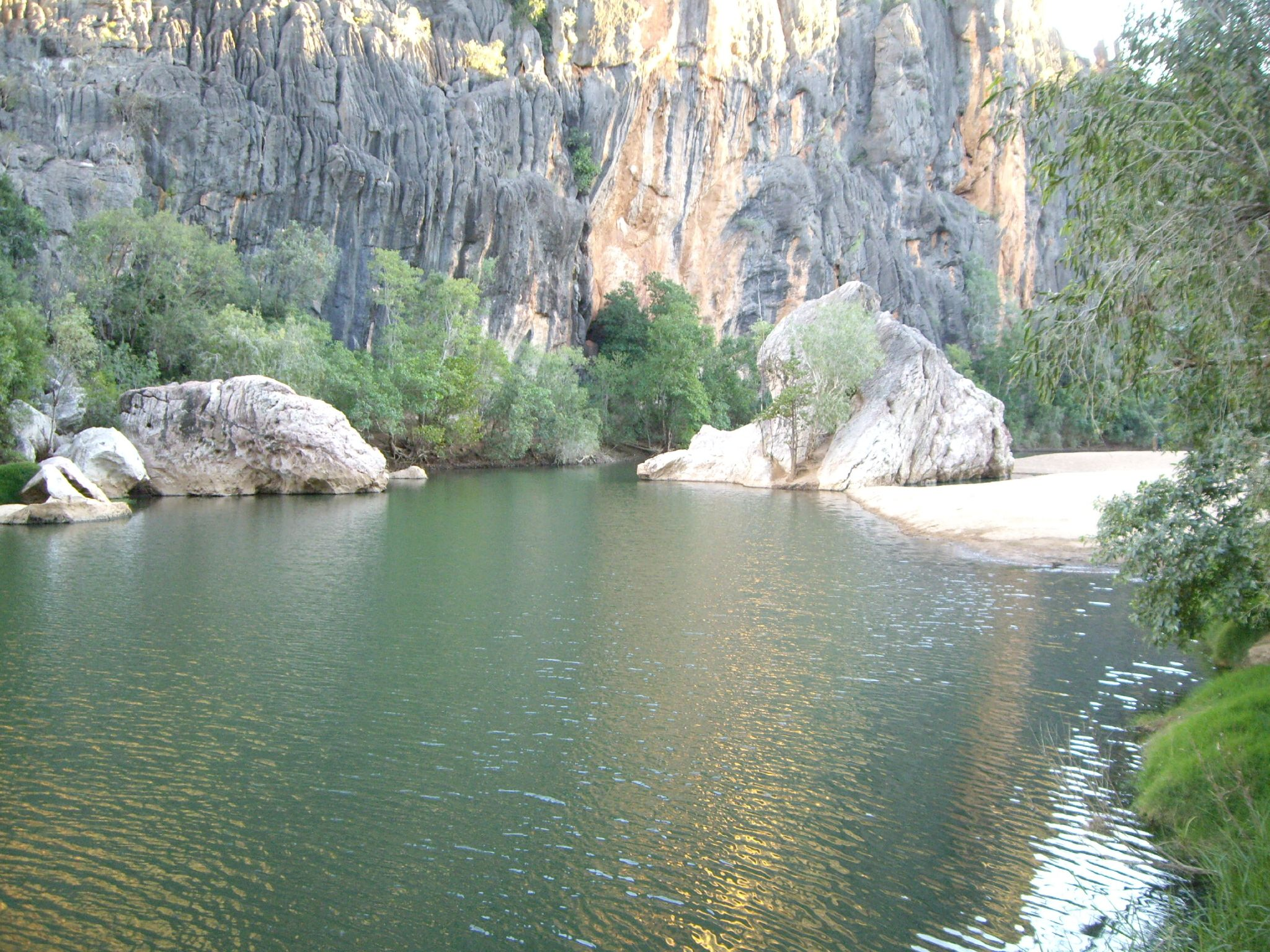
킴벌리 지역을 흐르고 있는 레나르드 강

킴벌리 지역(Kimberley)은 오스트레일리아 웨스턴오스트레일리아주에 속하는 9개 지역 가운데 하나로, 웨스턴오스트레일리아 주 북부에 위치한다. 서쪽으로는 인도양, 북쪽으로는 티모르해, 남쪽으로는 그레이트샌디 사막과 타나미 사막, 동쪽으로는 노던 준주와 접한다.
지역 이름은 남아프리카 공화국의 킴벌리 광산에서 유래된 이름이다. 빼어난 자연과 풍경으로 유명하며 자원이 풍부한 편이다.